# Anna Zalewska (1939–2004)
Anna Zalewskaⓘ z domu Baranowska (ur. 18 września 1939 w Pokrytkach, zm. 4 lipca 2004) – polska polityk, nauczycielka, posłanka na Sejm II i III kadencji.

## Życiorys
Ukończyła w 1973 studia na Wydziale Humanistycznym Uniwersytetu Gdańskiego. Pracowała jako nauczycielka, była też etatowym działaczem Związku Nauczycielstwa Polskiego.
W latach 1993–2001 przez dwie kadencje zasiadała w Sejmie z ramienia Sojuszu Lewicy Demokratycznej, reprezentując okręg ciechanowski. Pracowała w Komisji Edukacji, Nauki i Postępu Technicznego (od 1997 działającej pod nazwą Komisja Edukacji, Nauki i Młodzieży), Komisji Łączności z Polakami za Granicą oraz Komisji Spraw Zagranicznych. W 2001 nie ubiegała się o reelekcję.